# 下塔悠福德爺宮
25°04′40″N 121°33′24″E / 25.077874°N 121.556683°E
下塔悠福德爺宮，又名下塔悠金玉禪寺，是位於臺灣臺北市中山區大直（下塔悠）金泰里、基隆河畔的福德爺宮兼觀音寺，其供奉的觀音菩薩聖像分靈自艋舺龍山寺，與頂下郊拚有關。

## 沿革

### 下塔悠福德爺宮
廟方耆老暨廟史撰寫者郭昶亨敘述乾隆五十年（1785年），地方鄉仕出資石板，構築石頭小廟於田間，成為塔悠庄民集會場所。莊芳榮則認為此福德爺宮及金玉禪寺都是在1912年興建。

### 下塔悠金玉禪寺

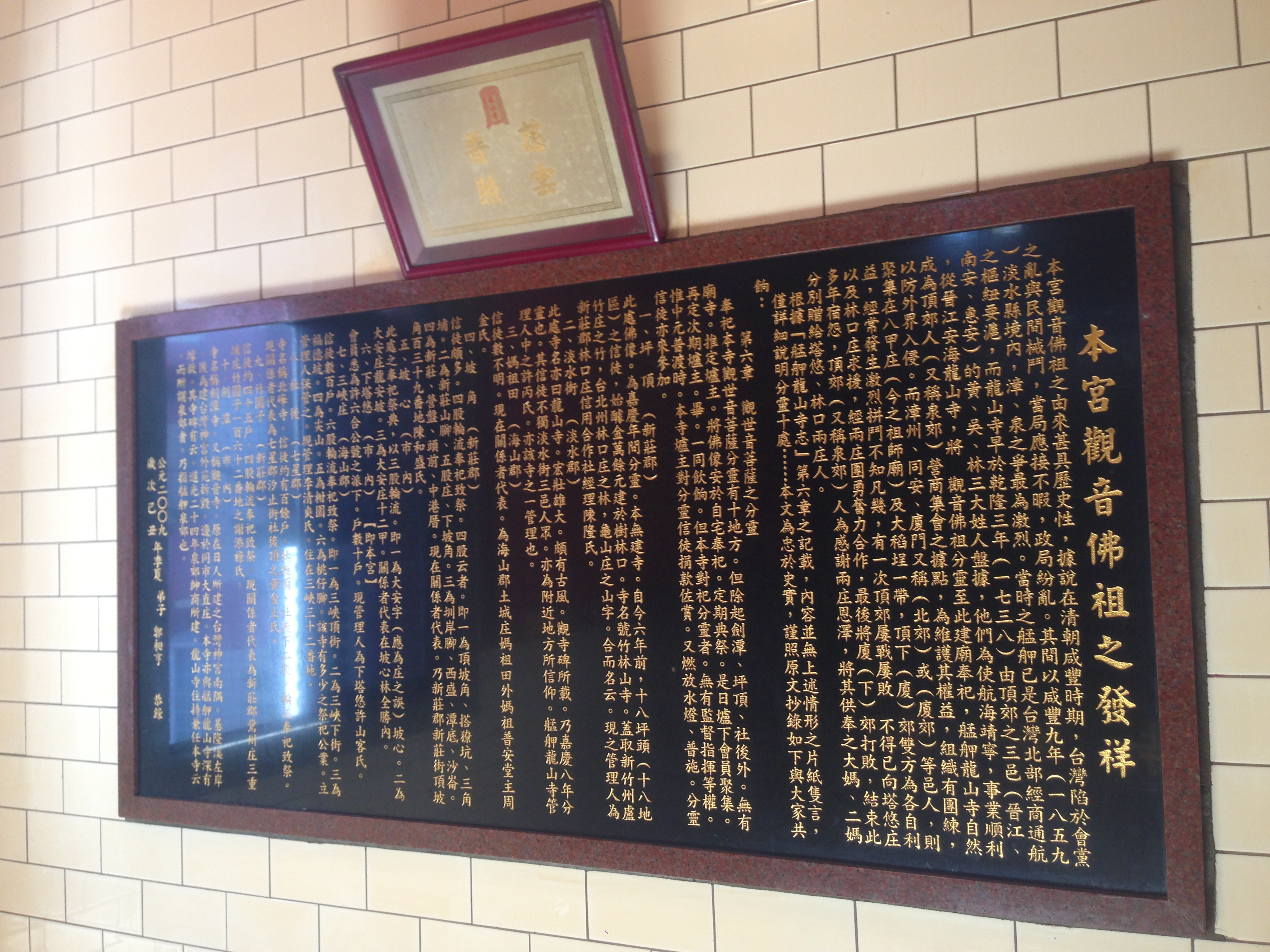
廟記

以艋舺龍山寺為貿易營商集會場所的頂郊三邑人，在咸豐年間為感謝頂下郊拚中塔悠庄及林口庄幫助打敗下郊的同安人，遂將廟內兩尊觀音像分別贈給此兩庄。
至於塔悠庄的觀音神像，原先並無寺廟安置，遂供奉在許姓人家的三合院。1973年中山高速公路的興建，三合院被徵收拆除，才在下塔悠的福德爺宮旁築一小廟供奉。

### 兩廟合併
金玉禪寺出資金，福德爺宮出地，將兩廟合併，於1987年新廟建成，一樓為福德爺宮，二樓則為金玉禪寺。鄰近的基隆河整治前，廟址是松山區濱江街540巷6號，基地面積701平方公尺、主結構佔地281平方公尺的雙層寺廟。其他類似以土地公與觀音菩薩為雙主神、雙層廟宇者，尚有新北市新莊區新莊潮江寺、基隆市七堵區的百福中埔福德宮。
基隆河第二次截彎取直工程範圍內的30餘座廟，在唯一合法登記的下塔悠鎮安宮同意拆除後，僅剩坐落在松山區濱江街540巷6號雙層寺廟福德爺宮及金玉禪寺未解決。該廟處於二期基隆河專用國宅用地西南角 ，被台北市政府養工處要求在1993年4月底拆除。官員指出整治後，工區原有地面高度都提高近一公尺，有的還超過一公尺，所以廟宇若不遷走，未來在基地內，會比旁邊的建築物矮一截，環境上會變得不是很理想。廟方則陳情未來國宅完工後，廟宇留下來可以作為社區老人的信仰中心。又加上市議員關切下，簽報黃大洲市長，給予廟方半年補照期限，也使基隆河國宅工程進度嚴重落後。時任台北市民政局長的莊芳榮也主張保留，說廟在文獻上也有記載，極富保存價值，施工單位不應僅就辦理合法登記來判定民間信仰。
1994年5月9日，寺廟負責人研習會上，下塔悠鎮安宮代表抱怨說本廟是唯一登記合法，也最配合，可遭拆除後，信徒四散，希望在市政建設的前提下民政局能盡量爭取寺廟的保留。民政局副局長葉良增答覆說，都市計畫中未列寺廟用地，的確為很大的疏失，也應該像韓國有宗教用地或規劃宗教區才對。由於都市發展局不願放寬寺廟用地的條件，使民政局感到相當無奈。都發局僅承諾，對於年代久遠而合法登記的寺廟，未來重建時予以個案處理。
1995年10月，議員為金玉禪寺舉行協調會，來作成結論再給廟方兩個月時間以完成補照程序，為截彎取直工區中卅多間大小寺廟，唯一沒被拆除的廟。原先於松山區的此廟，先被改劃至內湖區，後還再因地理位置而被改劃至中山區的敬業三路196號，反而因此日益興盛，成為大直精華區中著名宮廟。

## 祭祀

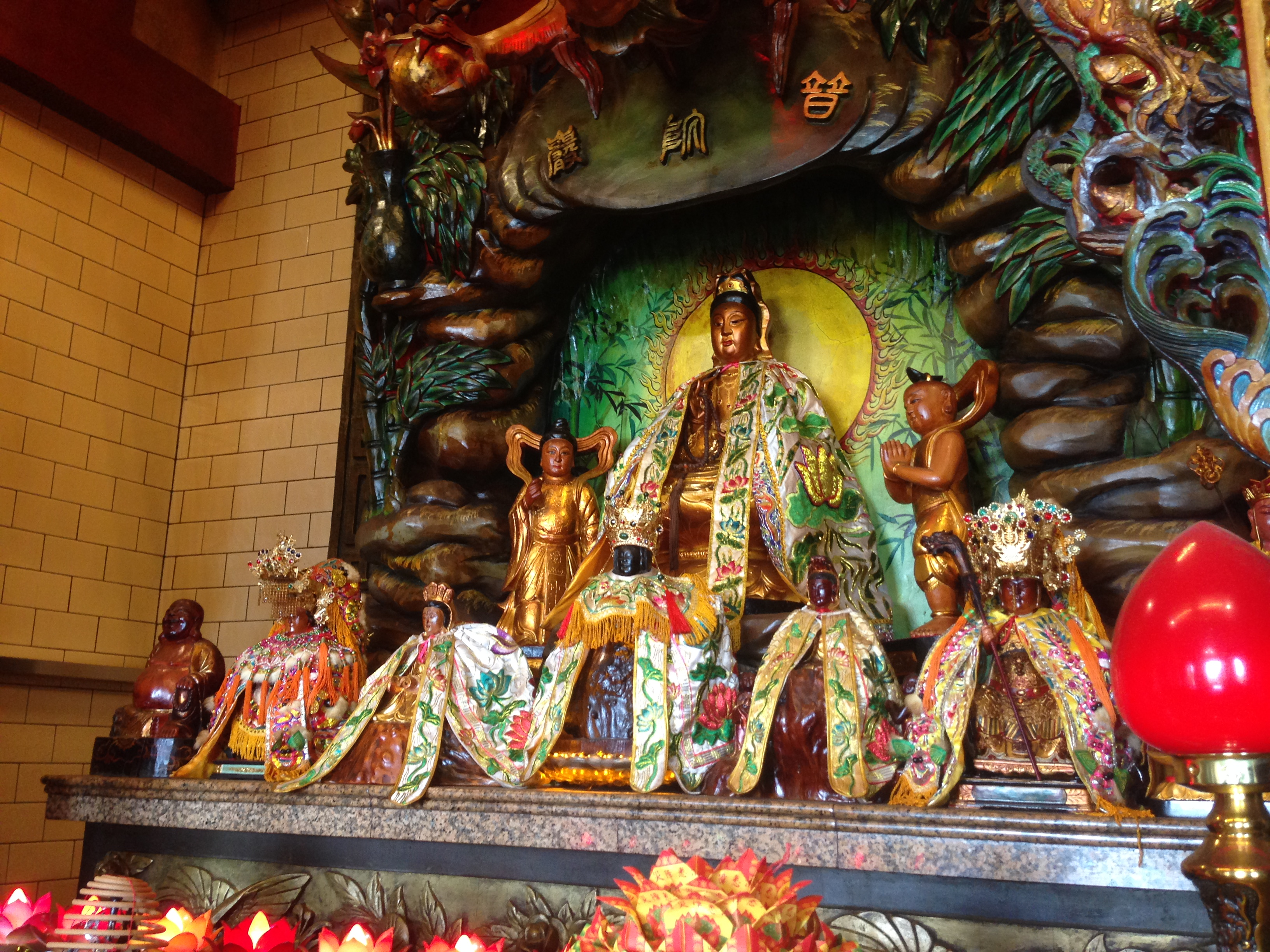
觀音神像

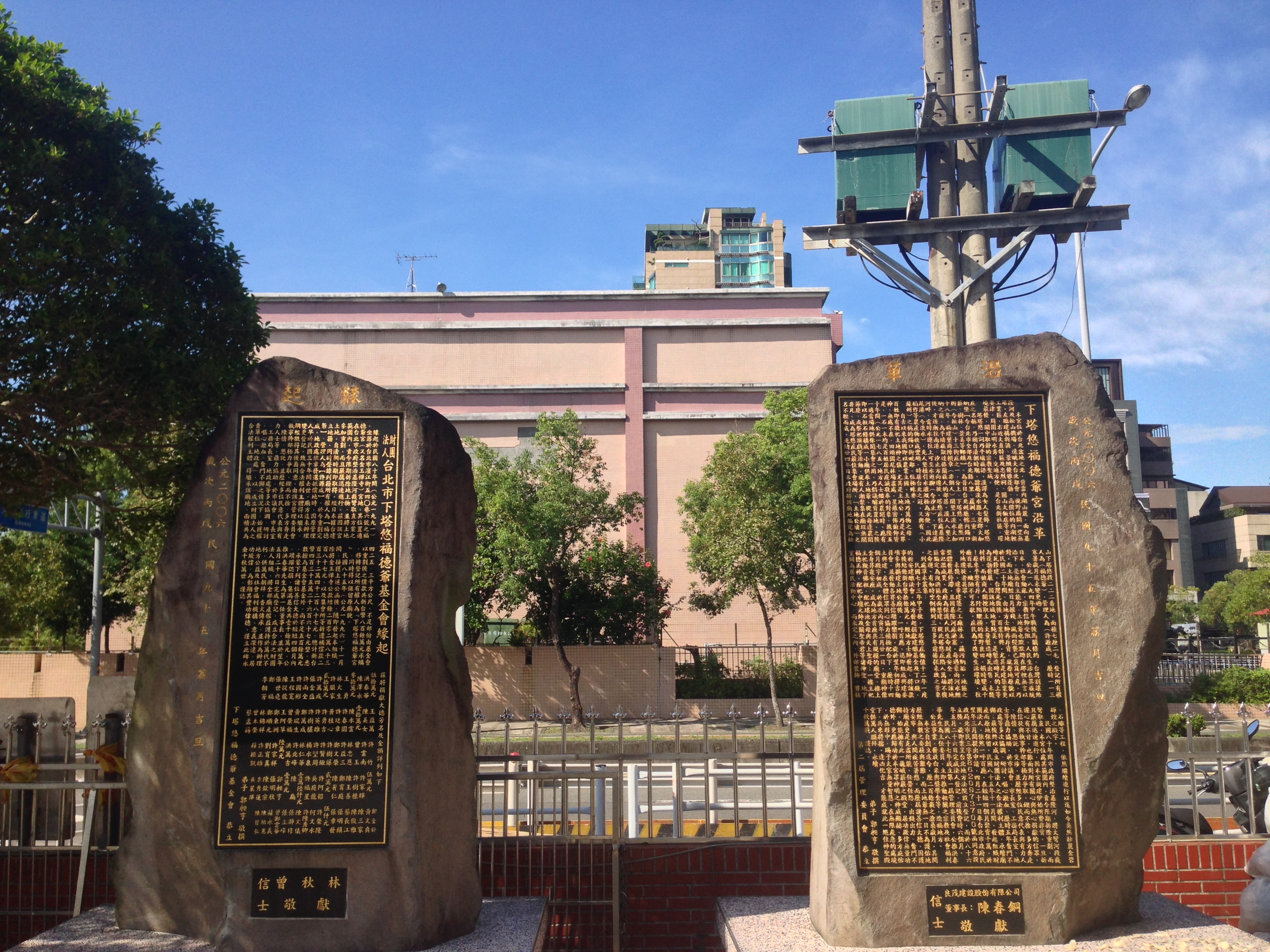
石碑

分靈初期，每年農曆七月十二到十五的中元普渡，龍山寺會邀請兩庄組團返駕參香，但這種謁祖進香直到二次大戰後多年未舉辦。直到2011年，藉由當地金泰里里長游進義、台北市議員陳玉梅等地方人士努力奔走，計畫於每五年回鑾龍山寺一次。